# Sarajevo Disk
Sarajevo Disk este o casă de discuri cu sediul în Sarajevo, Bosnia și Herțegovina care a fost fondată în 1978 de Braco Đirlo, Hanka Paldum și de primul ei soț, Muradif Brkić. A devenit inactivă în 2000 și a început să lanseze albume de muzică din nou în septembrie 2012. 
Sarajevo Disk a fost creată pe valul tendinței economice și politice de descentralizare la modă în anii 1970, prin urmare, fiecare republică iugoslavă trebuia să aibă tot ce avea nevoie. Alte companii majore din fosta Republică Federală Socialistă a Iugoslaviei cu care a concurat au fost: PGP-RTB și Jugodisk din Belgrad; Jugoton și Suzy din Zagreb; ZKP RTLJ din Ljubljana, Diskoton din Sarajevo și altele.

## Artiști
- Sinan Alimanović
- Adnan Ahmedic
- Halid Bešlić
- Hanka Paldum
- Hari Mata Hari
- Hari Varešanović
- Hašim Kučuk Hoki
- Mile Kitić
- Neda Ukraden
- Šaban Šaulić
- Šerif Konjević
- Toma Zdravković
- Vatreni Poljubac
- Zaim Imamović
- Zlata Petrović